# John Glasby
John S. Glasby eller John Stephen Glasby, född 23 september 1928 i East Retfort, Nära Nottingham, död 5 juni 2011 var en engelsk kemist, astronom och författare. Förutom att skriva under egna namnet utgavs hans böcker under ett flertal pseudonymer.

## Biografi

### Kemist
Glasby fick sin grundutbildning vid King Edward VI Grammar School i East Retford. Hos Nottingham University utexaminerades han 1950 som kemist. 1952 anställdes han som forskarkemist av Imperial Chemical Industries (ICI) och flyttade till Skottlands östkust för att arbeta vid deras fabrik som låg längst ut på Ardeer-halvön. Detta var en anläggning som ursprungligen byggts 1870 av Alfred Nobel och som då hetat British Dynamite Company. Den avlägsna placeringen berodde på de bedömda risker som fanns vid sprängämnestillverkning. Som mest sysselsatte Ardeer-anläggningen 13 000 personer och hade även egen järnvägsstation. John Glasby forskade under ett kvarts sekel om sprängkapslar och raketdrivmedel och blev chef för avdelningen för fysikalisk kemi vid Ardeer. Han skulle stanna kvar hos ICI fram till sin pensionering.

### Astronom
Glasby hade ett astronomiintresse sedan barndomen och valdes till Fellow i det kungliga astronomiska sällskapet 1960. 1958 hade han blivit medlem av det brittiska astronomiska sällskapet (British Astronomical Assocciation) och var 1965-1971 ordförande för BAA Variable Star Section. Under denna period upptäckte George Alcock tre novor samtidigt som Glasby styrde sektionen mot fler observationer av kataklysmiska variabler samt startade ett binokulärt variabelt stjärnprogram. Efter att ha publicerat Variable stars 1968 skrev Glasby sedan flera läroböcker och uppslagsverk inom astronomi. Samtidigt uppstod kritik mot att det hittats fel i hans BAA-rapporter, vilket ledde till att delar av hans bidrag blev bortglömda.

### Författare
Parallellt med sitt arbete bedöms Glasby ha skrivit mer än 300 romaner och noveller under främst 1950- och 1960-talen men han fortsatte att vara verksam som författare fram till sin död. Glasby skrev inom ämnen som western, romantik, krigsromaner, science fiction, kriminalromaner, spionromaner och skräck.
Glasbys första romaner utgavs sommaren 1952 av Curtis Warner Ltd under förlagspseudonymer som Rand Le Page och Berl Cameron. Senare samma år fick Glasby kontakt med John Spencer Ltd. Därmed inleddes ett mångårigt samarbete där Glasby skulle bli förlagets främste författare. När förlaget startade sin första science fiction-serie skrev Glasby fyra böcker, utgivna 1953, under förlagspseudonymerna Victor La Salle och Karl Zeigfried. 1957 utgavs The second earth, vilket fick förlaget att satsa på en ny typ av övernaturliga böcker. Dessa skrevs under en uppsjö av olika pseudonymer av främst Glasby och Lionel Fanthorpe (som skrev mer än 200 böcker).
John Spencer Ltd gav även ut western-böcker under förlagsnamnet Badger Books 1960-1967. Glasby delade då pseudonymen Chuck Adams med andra författare. Det bedöms att Glasby skrev mer än 30 av de romaner som utgavs under detta förlagsnamnet. Glasby skrev även ett tiotal romaner under pseudonym Tex Bradley. John Spencer Ltd gav 1971 ut två romaner om Brad Lando, skrivna av Glasby under pseudonymem Tex Kirby. Böckerna skulle senare utges av förlaget Robert Hale men då under pseudonymen John Adams. Trots att endast två böcker utgavs i original har i svensk översättning utgivits tjugo böcker av Tex Kirby om Brad Lando. En gissning är att förlaget fortsatte att betala Glasby för ytterligare berättelser och att de svenska översättningarna skedde direkt från Glasbys manuskript. I svensk översättning har många av Glasbys western-romaner utgivits av Pingvinförlaget i serierna Bravo och Pingvinböckerna. En del böcker har även utgivits av B. Wahlströms Bokförlag och Kometförlaget.
Bland övriga pseudonymer som Glasby använde finns Philip Aston, Charles M Barker, C J Beaton, R L Bowers, Brett Calder, Craig Campbell, William B Carter, Max Chartair, Roy F Copper, William Corby, Cliff Daventry, Lester Davidston, Clive Dawson, Wade Dellman, J B Dexter, Carl Eddings, Robert J Evers, Patrick G Forde, David Forster, Alex Frazer, Robert L Greene, Clem Hannah, Stephen Hartmann, Lance Hayden, Luke Holt, Richard D Howard, Stephen Jervis, Peter J Kerman, Robert A Klyne, Leonard T Knight, Rick Lander, Philip Lantry, Alan T Leacroft, Vance Livesey, Paul Lorraine, John Manville, Paul Marsden, John C Maxwell, A J Merak, John E Muller, Frank Myers, Glen Norten, Randall Payne, J L Powers, Manning K Robertson, Michael Stansfield, Ralph C Summers och Alan P Vinson.

### Familj
John Glasby gifte sig den 10 juli 1954 med Janet Hannah. Paret fick fick fem barn vid namn John (född 1955), Anne (född 1957), Raymond (född 1962), Edmund (född 1970) och Jennifer (född 1972). Deras hus fick namnet Nirvana, med adress 7 Kilwinning Road, Stevenston. Ardeer-halvön är numera en del av Stevenston, North Ayrshire och familjen Glasby bodde endast två engelska mil från sprängämnesfabriken och mindre än en engelsk mil från kusten och Firth of Clyde.

### Som J.S. Glasby
- Variable stars, 1968

### Under pseudonym John Adams
- When the gods came, 1960

### Under pseudonym R.L. Bowers
- This second earth, 1957

### Under pseudonym Tex Bradley
- West of Cimarron (Lance Turner rensar upp, 1963, Bravo 13)
- The peacemakers (Fredsmäklaren, 1964, Bravo 16)
- The big fury (Den stora vreden, 1966, Bravo 46)
- Gallows high (Tre förrädare, 1967, Bravo 57)
- Guntrail (Hämnaren, 1967, Bravo 58)
- End of the trail (Terror utan nåd, 1964, Pingvinböckerna 376)
- Thunderfire (Eldfängt möte, 1965, Pingvinböckerna 381)
- Marked for violence (Duell i blod, 1965, Pingvinböckerna 413)
- Gunrider (Ryttare med revolver, 1966, Pingvinböckerna 418)
- Cain brand (Västerns skräck, 1967, Pingvinböckerna 436)
- The rustlers (Eld över Nevada, 1967, Pingvinböckerna 457)

### Under pseudonym Berl Cameron
- Cosmic echelon, 1952
- Sphero nova, 1953

### Under pseudonym J.B. Dexter
- The time kings, 1958

### Under pseudonym Tex Kirby
- Arizona manhunt, 1971, återutgiven med samma titel 2005 under pseudonym John Adams (Hårda tag, Lando, 1972, Mustang 165)
- Lone gun renegade, 1971, återutgiven som Storm over Mendaro 2002 under pseudonym John Adams (Dra eller dö, Lando, 1971, Mustang 161)

### Under pseudonym Victor La Salle
- Dawn of the half gods, 1953
- Twilight zone, 1954

### Under pseudonym Rand Le Page
- Time and space, 1952
- Zero point, 1952

### Under pseudonym Paul Lorraine
- Zenith-D, 1952

### Under pseudonym John C. Maxwell
- The world makers, 1958

### Under pseudonym A.J. Merak
- Dark andromeda, 1953
- The dark millennium. 1958
- No dawn and no horizon, 1959
- Barrier unknown, 1960
- Hydrosphere, 1960

### Under pseudonym John E. Muller
- Day of the beasts, 1961
- Alien, 1961
- Edge of eternity, 1962

### Under pseudonym J.L. Powers
- Black abyss, 1960

### Under pseudonym Karl Zeigfried
- Dark centauri, 1954
- The uranium seekers, 1953